# Землетрус у Гольбафі (1981)
Землетрус у Гольбафі 1981 року — стався 11 червня 1981 року з моментною величиною 6,6 і максимальною інтенсивністю Меркаллі VIII+ (Сильний). Загальний збиток вважався помірним і склав 5 мільйонів доларів фінансових втрат, багато поранених і 1400—3000 убитих.